# Анте Марковић
Анте Марковић (Коњиц, 25. новембар 1924 — Загреб, 28. новембар 2011) био је учесник Народноослободилачке борбе, инжењер електротехнике и друштвено-политички радник СФР Југославије и СР Хрватске. У периоду од 1982. до 1986. обављао је функцију председника Извршног већа Сабора Социјалистичке Републике Хрватске, од 1986. до 1988. председника Председништва СР Хрватске, а од 1989. до 1991. последњег председника Савезног извршног већа (премијер СФРЈ). Оснивач је и први председник Савеза реформских снага Југославије (СРСЈ).

## Биографија
Рођен је 25. новембра 1924. године, у Коњицу, у породици босанских Хрвата. Школовао се у Дубровнику и Загребу и још пре Другог светског рата припадао је напредној омладини, те је примљен у Савез комунистичке омладине Југославије (СКОЈ) 1940. године, док је члан Комунистичке партије Југославије (КПЈ) постао 1943. године. Био је учесник Народноослободилачке борбе од 1941. године. Током рата налазио се на дужностима члана и секретара у Месном комитету СКОЈ-а за Дубровник, као и члана Месног комитета КПЈ.
Дипломирао је електротехнику на Техничком факултету (данас Факултет електротехнике и рачунарства) Универзитета у Загребу 1954. године. По дипломирању се запослио и дуго радио у предузећу „Раде Кончар“, Загреб, најпре као пројектант, затим као шеф одсека за испитивање, а потом као помоћник техничког директора и на крају као помоћник генералног директора. Од 1961. до 1984. године био је генерални директор овог предузећа које је бројало 25.000 запослених.
Од 1982. до краја 1991. године био је на следећим политичким положајима:
- Председник Извршног већа Сабора Социјалистичке Републике Хрватске (од јула 1982. до 10. маја 1986),
- Председник Председништва Социјалистичке Републике Хрватске (од 10. маја 1986. до маја 1988),
- Председник Савезног извршног већа Социјалистичке Федеративне Републике Југославије (од 16. марта 1989. до 20. децембра 1991), у ствари премијер СФРЈ.

Био је члан Универзитетског комитета Савеза комуниста Хрватске, члан Градског комитета СКХ у Загребу и члан Централног комитета СКХ. Налазио се и на позицијама заступника у Скупштини града Загреба, као и у Привредном већу Сабора СР Хрватске, а биран је и за посланика Савезне скупштине, где је обављао и дужност потпредседника Привредног већа. На Тринаестом конгресу СКЈ 1986. године изабран је за члана ЦК СК Југославије.
Као премијер, извукао је Југославију из економске кризе, оборио инфлацију с 56 посто месечно колико је износила у новембру 1989. на 2,4 посто у марту 1990. године и отпочео снажне реформе којима је настојао да Југославију уведе у Европску заједницу (ЕЕЗ). Савезна скупштина је под иницијативом из СИВ-а кренула у доношење транзиционих закона. Дошло је до либерализације увоза, делимичне дерегулације и отварања тржишта новца, капитала и радне снаге. Марковићеве реформе довеле су до тога да су девизне резерве СФРЈ порасле са 1,5 на 6,8 милијарди долара (USD). У временском интервалу од годину и по дана преполовљен је спољни дуг на 12,2 милијарде долара. Марковић је такође везао југословенски динар (YUD) за немачку марку (DEM), у односу 1:7, што је довело до тога да је динар био једина конвертибилна валута са истока Европе. Међутим, услед тадашњих политичких прилика, његови планови су осујећени. У децембру 1989. године је изјавио:
Заблуде ћемо плаћати сиромаштвом, тровањем духа и положајем далеке периферије Европе.
Средином 1990. основао је Савез реформских снага Југославије (СРСЈ), пред тадашње вишестраначке изборе. Но, пошто су били жестоко нападани у медијима већине југословенских република, реформисти су претрпели пораз. Крајем 1991. Марковић је био потпуно маргинализован, што је резултовало његовом оставком.
Током своје политичке каријере био је члан Савеза комуниста Хрватске и Југославије. После политичке каријере био је пословни човек.
Преминуо је 28. новембра 2011. године у Загребу. Кремиран је на загребачком гробљу Мирогој, а сахрањен је у Дубровнику.

## Видите још
- Савезна влада Анта Марковића